# بروخوایلر
بروخوایلر (به آلمانی: Bruchweiler) یک شهر در آلمان است که در بیرکنفلد واقع شده‌است. بروخوایلر ۵۸۹ نفر جمعیت دارد.